# 양학중학교
양학중학교(良鶴中學校)는 대한민국 경상북도 포항시 북구 득량동에 있는 공립 중학교이다.

## 학교 연혁
- 1991년 2월 28일 : 양학여자중학교 설립인가(36학급)
- 1992년 3월 5일 : 개교식 거행
- 1992년 9월 2일 : 득량동 신축교사로 이전
- 1993년 3월 1일 : 도지정 「교육과정」 연구학교 운영
- 1996년 3월 1일 : 학칙개정으로 공학, 양학중학교로 개명
- 2003년 4월 1일 : 급식소 준공
- 2005년 11월 15일 : 도서관 글나루 개관
- 2009년 6월 11일 : 증축 후동 교실 2실 준공
- 2012년 2월 13일 : 인조 잔디 운동장 개장
- 2014년 3월 1일 : 시지정 「인성교육」 시범학교 운영
- 2023년 2월 9일 : 제29회 졸업식(졸업생 125명, 총 8,772명)
- 2023년 9월 1일 : 제17대 임상택 교장 취임

## 참고 자료
- 양학중학교 - 한국교육학술정보원 학교알리미